# Чернь (приток Вешарки)
Чернь — река, протекающая по территории Тороповского сельского поселения Бабаевского района Вологодской области России, левый приток Вешарки.
Берёт исток в болотистой ненаселённой местности, течёт на юг и впадает в Вешарку в 22 км от её устья, в 1 км выше посёлка Горбачи. Длина реки составляет 15 км, площадь водосборного бассейна — 77,1 км². Крупнейший приток — Глубоцкий ручей, вытекающий из Глубоцкого болота, впадает слева. Населённых пунктов на берегах нет.

## Данные водного реестра
По данным государственного водного реестра России относится к Верхневолжскому бассейновому округу, водохозяйственный участок реки — Суда от истока и до устья, речной подбассейн реки — Реки бассейна Рыбинского водохранилища. Речной бассейн реки — (Верхняя) Волга до Куйбышевского водохранилища (без бассейна Оки).
Код объекта в государственном водном реестре — 08010200212110000007746.